# Real (L'Arc-en-Ciel)
Real è l'ottavo album del gruppo giapponese dei L'Arc~en~Ciel. È stato pubblicato il 30 agosto 2000 dalla Ki/oon Records ed ha raggiunto la prima posizione della classifica Oricon, rimanendo in classifica per undici settimane e vendendo 1 097 760 copie.

## Tracce
1. Get out from the Shell -Asian Version-. – 4:16
2. The Nepenthes – 3:26
3. Neo Universe – 4:08
4. Bravery – 5:27
5. Love Flies – 4:54
6. Finale – 6:26
7. Stay Away – 3:59
8. Route 666 – 4:28
9. Time Slip – 5:00
10. A Silent Letter – 6:39
11. All Year Around Falling in Love – 5:33